# Physetica munda
Physetica munda là một loài bướm đêm trong họ Noctuidae.